# Chiropterotriton magnipes
Chiropterotriton magnipes és una espècie d'amfibi urodel de la família Plethodontidae endèmica de Mèxic que habita en montans humits tropicals o subtropicals i les coves. Està amenaçada d'extinció a causa de la destrucció de l'hàbitat.